# Maria Anna Blondin
Maria Anna Blondin, właśc. Estera Blondin, fr. Esther Blondin  (ur. 18 kwietnia 1809 w Terrebonne w Quebecu, zm. 2 stycznia 1890 w Lachine) – założycielka Zgromadzenia Sióstr św. Anny, błogosławiona Kościoła rzymskokatolickiego.
Maria Anna Blondin urodziła się, jako Estera w wielodzietnej chrześcijańskiej rodzinie farmerskiej. Wszyscy byli analfabetami, co było powszechne wśród francuskiej społeczności kanadyjskiej w XIX wieku. Po matce (Marie-Rose Limoges) odziedziczyła pobożność skierowaną ku Opatrzności Bożej i Eucharystii, po ojcu (Jean-Baptiste Blondin), głęboką wiarę i wytrzymałość w cierpieniu. W wieku 22 lat wstąpiła do Zgromadzenia Sióstr Najświętszej Maryi Panny. Tam dopiero zaczęła się uczyć czytać i pisać. Z powodu słabego zdrowia musiała opuścić zgromadzenie. W 1833 została nauczycielką w szkole w Vaudreuil (obecnie Vaudreuil-Dorion). W celu polepszenia możliwości kształcenia założyła w 1850 roku Zgromadzenie Sióstr św. Anny (fr. Congrégation des Sœurs de Sainte-Anne). Estera Blondin została jego pierwszą przełożoną i przyjęła imię Maria Anna. Początkowo siedzibą był klasztor w Saint-Jacques-de-l'Achigan. Na skutek konfliktów z ks. Louisem-Adolphem Maréchalem, Maria Anna wycofała się 18 sierpnia 1854 do klasztoru św. Genowefy w Lachine chcąc na nowo zorganizować życie zakonne. W 1858 ponownie odsunięto ją od rządów. Od tej pory, przez następne 30 lat, wykonywała prace na równi z nowicjuszkami. W dzień Bożego Narodzenia 1889 roku zaziębiła się i zachorowała na zapalenie płuc.
Zmarła w Lachine w wieku 81 lat w opinii świętości.
Jej lokalny kult potwierdził Jan Paweł II 14 maja 1991 roku.
Beatyfikował ją natomiast w 10 lat później, tj. 29 kwietnia 2001.
Wspomnienie liturgiczne bł. Matki Marii Anny obchodzone jest 18 kwietnia.
W Quebecu powstał prywatny college jej imienia (fr. Collège Esther-Blondin) o międzynarodowym zasięgu.